# Smaragd poszátalevélmadár
A smaragd poszátalevélmadár  (Aegithina viridissima) a madarak osztályának verébalakúak (Passeriformes) rendjébe és a poszátalevélmadár-félék (Monarchidae) családjába tartozó faj.
A magyar név forrással nincs megerősítve.

## Előfordulása
Brunei, Indonézia, Malajzia, Mianmar és Thaiföld szubtrópusi és trópusi nedves alföldi és mangrove erdeiben honos.

## Alfajai
- Aegithina viridissima viridissima – (Bonaparte, 1850)
- Aegithina viridissima thapsina – (Oberholser, 1917)

## Külső hivatkozás
- Képek az interneten a fajról